# Ariantinae
Die Ariantinae sind eine Unterfamilie aus der Unterordnung der Landlungenschnecken (Stylommatophora). Die Unterfamilie ist artenreich und in Südeuropa bis Kleinasien weit verbreitet. Nur zwei Arten sind in Mitteleuropa beheimatet.

## Merkmale
Die Gehäuse sind überwiegend kugelig und etwas gedrückt, aber auch stark abgeflacht. Die Gehäuseform kann innerhalb der Art stark variieren. Die Windungen sind gerundet bis gekielt. Die Mündung ist gerundet mit weißem, etwas verdicktem Mundrand. Er setzt an der Innenseite aus. Bei einigen wenigen Arten ist ein lamellarer Parietalzahn entwickelt; in aller Regel fehlen jedoch Bewehrungen der Mündung. Die Gehäuse sind oft gebändert, die Ornamentierung ist schwach (Spiral- und Anwachsstreifen). Jugendstadien, aber auch die Erwachsenenstadien können behaart sein. Der Liebespfeil ist zweischneidig mit lanzettförmiger Spitze. Er besitzt keine Krone. Der Liebespfeilsack ist sessil oder mit kurzem Stiel. Am Stiel der Spermathek sitzt ein gut entwickeltes Divertikel.

## Vorkommen, Lebensweise und Verbreitung
Die etwa 75 Arten kommen überwiegend in den Berglandschaften von Südeuropas, von den Pyrenäen im Westen bis zu den Karpaten im Osten, im Süden über die Gebirge der Balkanhalbinsel und die Griechischen Inseln bis nach Kleinasien vor. Eine Art ist auch in Nordafrika beheimatet, zwei Arten kommen in Mitteleuropa vor.

## Systematik
Die Unterfamilie Ariantinae mit den in Europa vorkommenden Arten stellt sich derzeit in etwa so dar, wobei es Unterschiede zwischen einzelnen Autoren über die rangmäßige Stellung einiger Gattungen gibt.
- Unterfamilie Ariantinae Mörch, 1864
  - Gattung Arianta Leach, 1831
    - Arianta aethyops (Bielz, 1851)
    - Gefleckte Schnirkelschnecke (Arianta arbustorum (Linné, 1758))
    - Arianta chamaeleon (Pfeiffer, 1868)
    - Arianta schmidtii (Rossmässler, 1836)
    - Arianta stenzii (Rossmässler, 1835)
    - Arianta xatartii (Farines, 1834)

  - Gattung Helicigona Férussac, 1821 (mit Untergattungen Helicigona (Helicigona) Férussac, 1821, Helicigona (Cingulifera) Held, 1837, Helicigona (Campylaeopsis) Sturany & Wagner, 1914, Helicigona (Josephinella) Haas, 1936)
    - Steinpicker (Helicigona lapicida (Linné, 1758)) (AnimalBase listet insgesamt werden 77 Arten der Gattung Helicigona auf.[1])

  - Gattung Drobacia Brusina, 1904 (wird von Schileyko als Untergattung von Helicigona betrachtet)
    - Banat-Felsenschnecke (Drobacia banatica (Rossmässler, 1838))

  - Gattung Kosicia Brusina, 1904 (auch als Untergattung von Helicigona)
    - Kärntner Felsenschnecke (Kosicia intermedia (Férussac, 1832))
    - Zieglers Felsenschnecke (Kosicia ziegleri (Rossmässler, 1836))

  - Gattung Thiessea Kobelt, 1904 (auch als Untergattung von Helicigona)
    - Thessalische Felsenschnecke (Thiessea sphaeriostoma (Bourguignat, 1857))

  - Gattung Vidovicia Brusina, 1904
    - Bläuliche Felsenschnecke (Vidovicia caerulans (C. Pfeiffer, 1828))

  - Gattung Murella L. Pfeiffer, 1877
  - Gattung Ambigua Westerlund, 1902
  - Gattung Thyrrheniberus Hesse & Kobel, 1904
  - Gattung Isognomostoma Fitzinger, 1833
    - Maskenschnecke (Isognomostoma isognomostomos (Schröter, 1784))

  - Gattung Causa Schileyko, 1971
    - Genabelte Maskenschnecke (Causa holosericea (Studer, 1820))

  - Gattung Campylaea Beck, 1837 (mit Untergattungen Campylaea (Campylaea) Beck, 1837, Campylaea (Liburnica) Kobelt, 1904, Campylaea (Cattania) Brusina, 1904, Campylaea (Wladislawia) A. Wagner, 1927, Campylaea (Ariantopsis) A. Wagner, 1927)
  - Gattung Faustina Kobelt, 1904 (wird auch als Untergattung von Campylaea oder Chilostoma betrachtet)
    - Illyrische Felsenschnecke (Faustina illyrica (Stabile, 1864))
    - Karpaten-Felsenschnecke (Faustina faustina (Rossmässler, 1835))
    - Dreibindige Felsenschnecke (Faustina trizona (Rossmässler, 1835))

  - Gattung Delphinatia Hesse, 1931 (wird auch als Untergattung zu Campylaea gestellt)
    - Alpen-Felsenschnecke (Delphinatia alpina (Michaud, 1831))
    - Kar-Felsenschnecke (Delphinatia glacialis (Férussac, 1832))

  - Gattung Dinarica Kobelt, 1904 (auch als Untergattung von Campylaea)
    - Riesen-Felsenschnecke (Deshayes, 1830)
    - Flache Felsenschnecke (Campylaea planospira (Lamarck, 1822))

  - Gattung Chilostoma Fitzinger, 1833 (wird hier als selbständige Gattung angesehen[2], Schileyko (2006) führt sie als Untergattung von Helicigona)
    - Große Felsenschnecke (Chilostoma cingulatum (Studer, 1820))
    - Fischäugige Felsenschnecke (Chilostoma achates (Rossmässler, 1835) (auch Achat-Felsenschnecke))
    - Schweizer Felsenschnecke (Chilostoma zonatum (Studer, 1829))
    - Hornfarbene Felsenschnecke (Chilostoma squammatium (Dupuy, 1848))

  - Gattung Cylindrus Fitzinger, 1837 (der Name Cylindrus Fitzinger, 1833 wurde durch die Nomenklaturkommission geschützt[3])
    - Zylinder-Felsenschnecke (Cylindrus obtusus (Draparnaud, 1805))

## Phylogenie
Die Stellung der Ariantinae innerhalb der Schnirkelschnecken ist bisher noch nicht abschließend geklärt. Nach dem Kladogramm von Steinke, Albrecht & Pfenninger (2004) sind die Helicinae das Schwestertaxon der Ariantinae.
| Helicidae | \| \| Helicinae \| \| \| \| \| \| Ariantinae \| \| \| \| |
|           | \| \| Helicinae \| \| \| \| \| \| Ariantinae \| \| \| \| |
|           | Helicodontidae                                           |
|           |                                                          |
|           | Helicinae                                                |
|           |                                                          |
|           | Ariantinae                                               |
|           |                                                          |

|  | Helicinae  |
|  |            |
|  | Ariantinae |
|  |            |

Nach dem Kladogramm von Koene & Schulenburg (2005) sind die Helicinae dagegen paraphyletisch, d. h., dass die Ariantinae nur mit einem Teil der Helicinae ein Schwestergruppenverhältnis bildet.
|  | \| \| Ariantinae \| \| \| \| \| \| Helicinae \| \| \| \| |
|  |                                                          |
|  | Helicinae                                                |
|  |                                                          |
|  | Ariantinae                                               |
|  |                                                          |
|  | Helicinae                                                |
|  |                                                          |

|  | Ariantinae |
|  |            |
|  | Helicinae  |
|  |            |

|  | \| \| Ariantinae \| \| \| \| \| \| Helicinae \| \| \| \| |
|  |                                                          |
|  | Helicinae                                                |
|  |                                                          |
|  | Ariantinae                                               |
|  |                                                          |
|  | Helicinae                                                |
|  |                                                          |

|  | Ariantinae |
|  |            |
|  | Helicinae  |
|  |            |

## Belege